# Niklas Simonsen
Niklas Simonsen er en færøsk håndboldspiller, der spiller for den danske klub TM Tønder Håndbold og Færøerne.
 Der er for få eller ingen kildehenvisninger i denne artikel, hvilket er et problem. Du kan hjælpe ved at angive troværdige kilder til de påstande, som fremføres i artiklen.